# Władimir Wojnowicz
Władimir Nikołajewicz Wojnowicz (ros. Владимир Николаевич Войнович; ur. 26 września 1932 w ówczesnym Stalinabadzie, a teraz Duszanbe w Tadżyckiej SRR, zm. 27 lipca 2018 w Moskwie) – rosyjski prozaik, poeta i malarz. Jeden z najważniejszych współczesnych pisarzy rosyjskich. W swoich utworach opisywał absurdy życia człowieka radzieckiego i Rosji postkomunistycznej.
Popularność przyniosła mu wydana w Paryżu w 1976 powieść satyryczna Życie i niezwykłe przygody żołnierza Iwana Czonkina zawierająca groteskowy obraz Armii Czerwonej w latach II wojny światowej.

## Życiorys
W młodości pracował w kołchozach, na budowach i w wojsku. Debiutował w 1958 jako poeta. Sławę i pieniądze przyniosła mu piosenka 14 minut przed startem, która stała się hymnem kosmonautów radzieckich. Jej słowa zacytował na Placu Czerwonym Nikita Chruszczow, witając kosmonautów, którzy powrócili z orbity. W latach 60. opublikował kilka opowieści w konwencji życiowego prawdopodobieństwa, w których przedstawił ludzi młodych i uczciwych, walczących z zakłamaniem i obojętnością otoczenia: Tu mieszkamy (1961), Chcę być uczciwym (1963), Przyjaciele (1967). Utwory te istnieją także w przeróbkach scenicznych dokonanych przez samego autora. W tych latach Wojnowicz pracował również nad utworem swojego życia – satyryczną powieścią Życie i niezwykłe przygody żołnierza Iwana Czonkina, która przez wiele lat była znana w ZSRR jedynie z wydań drugiego obiegu; pierwsza część tego utworu została opublikowana na Zachodzie w 1969, całość w 1975, w ZSRR zaś w 1989 Wojnowicz stworzył barwną postać prostego żołnierza, literackiego kuzyna Szwejka; jako pierwszy radziecki pisarz ukazał w satyrycznym zwierciadle Armię Czerwoną w czasie II wojny światowej i wykreował groteskowy obraz Stalina. Dalsze losy Czonkina Wojnowicz przedstawił w powieści Pretendent do tronu, opublikowanej na Zachodzie w 1979, a odsłaniającej dwulicowość całej radzieckiej rzeczywistości. Na emigracji autor wydał również mikropowieść Czapka (1988), będącą satyrą odnoszącą się do Związku Pisarzy Radzieckich i panującej w nim reglamentacji dóbr.
W 1974 Wojnowicza wykluczono ze Związku Pisarzy, a samego pisarza zaczęto nękać. W 1980 pisarz został zmuszony do wyemigrowania na Zachód. Zamieszkał w Monachium, gdzie pracował dla Radia Swoboda. W 1981 decyzją Breżniewa został pozbawiony obywatelstwa radzieckiego, co było rzadką formą represji wobec niepokornych pisarzy radzieckich. Na emigracji napisał szereg opowiadań i felietonów, sztuki teatralne Trybunał (1985) i Fikcyjne małżeństwo (1985, w ZSRR 1990), satyryczną powieść-ostrzeżenie Moskwa 2042 (1986) przedstawiającą wizję przyszłości Rosji, jeśli pieriestrojka skończyłaby się fiaskiem i będącą współczesną antyutopią, w której zawarł m.in. drwinę z Sołżenicyna, w powieści – Sim Simicz Karnawałowicz, jako kandydata na charyzmatycznego przywódcę narodu. Jest także autorem opowieści w tonacji czarnego humoru Drogą korespondencji (1968, opublikowana na Zachodzie w 1973, w ZSRR 1989) i ostrej satyry na radziecką nomenklaturę czasów zastoju Iwankiada (1975, opublikowana na Zachodzie w 1976, w ZSRR w 1989), zbioru opowiadań i tekstów publicystycznych Antyradziecki Związek Radziecki.
W 1990 prezydent ZSRR Michaił Gorbaczow przywrócił mu obywatelstwo i pisarz mógł wrócić do Rosji. Od połowy lat 90. zajmował się też malarstwem prymitywnym.
W 2002 otrzymał Nagrodę Andrieja Sacharowa za Obywatelską Odwagę Pisarza.
Pochowany na Cmentarzu Trojekurowskim w Moskwie.

## Wybrana twórczość[7]

### Powieści
- 1961 – Tu mieszkamy (ros. Мы здесь живем)
- 1967 – Przyjaciele (ros. Два товарища)
- 1976 – Życie i niezwykłe przygody żołnierza Iwana Czonkina (ros. Жизнь и необычайные приключения солдата Ивана Чонкина)
- 1979 – Pretendent do tronu (ros. Претендент на престол) – polskie tłumaczenie Ewa Skórska
- 1986 – Moskwa 2042 (ros. Москва 2042) – satyryczno-groteskowa antyutopia, zawierająca szyderczą krytykę systemu komunistycznego i A. Sołżenicyna[8]
- 1988 – Czapka (ros. Шапка)
- 2000 – Spiżowa miłość Agłai (ros. Монументальная пропаганда)

### Dramaty
- 1983 – Fikcyjne małżeństwo (ros. Фиктивный брак)
- 1985 – Trybunał  (ros. Трибунал)

### Nowele i opowiadania
- 1975 – Wypadek w „Metropolu” (ros. Происшествие в «Метрополе»)
- 1976 – Iwańkiada (ros. Иванькиада, или Рассказ о вселении писателя Войновича в новую квартиру)
- Odkrycie
- Dewues
- Prosta robotnica
- Czenczewista z Chersonia
- Jak zboczyć z linii partii?
- Honor członka partii